# ゲンスブール・トリビュート'95
『ゲンスブール・トリビュート' 95』 (Gainsbourg Tribute' 95) は、1995年4月1日に発売されたセルジュ・ゲンスブールのトリビュート・アルバム。副題は「ゲンスブールに捧げる俺の女達」。

## 解説
セルジュ・ゲンスブールの5回忌を期し、川勝正幸、サエキけんぞう、永瀧達治の合議により発足した「ゲンスブール委員会」が企画制作したトリビュート・アルバム。曲ごとにプロデューサーを招き、ミュージシャンの人選やレコーディングの采配を委ねて制作された。ジャケットには娘のシャルロットが8歳の時に描いた父セルジュのイラストが用いられている。

## 収録曲/パーソネル
全曲セルジュ・ゲンスブールの作詞作曲
1. 夢見るシャンソン人形  (POUPEE DE CIRE POUPEE DE SON) (3:30)
ヴォーカル (日本語) - 細川ふみえ
プロデュース/歌詞翻訳 - サエキけんぞう
アレンジ/ギター - 窪田晴男
シンセサイザー/プログラミング - STRAIGHT2 HAVEN
2. メロディーについて (EN MELODY) (3:04)
ヴォーカル (フランス語) - カヒミ・カリィ
プロデュース/アレンジ/ギター - 小山田圭吾
監修 - 岡一郎
エンジニア - 南石聡巳
ドラムス/パーカッション - ASA-CHANG
ベース - 渡辺等
キーボード - 河合代介
3. プレヴェールに捧ぐ (LA CHANSON DE PRÉVERT) (5:07)
ヴォーカル (日本語)/歌詞翻訳 - 南果歩
プロデュース - 辻仁成
アレンジ - 守時龍巳
4. うまうまマンボ (MAMBO MIAM MIAM) (2:37)
ヴォーカル (フランス語) - MICHELLE FLYNN
プロデュース/アレンジ - 加藤和彦
エンジニア - 田中武
5. 海、セックスそして太陽 (SEA SEX AND SUN) (7:00)
ヴォーカル (日本語) - 夏木マリ
プロデュース/アレンジ/歌詞翻訳 - 小西康陽
ミキシング/プログラミング - 藪原正史
ギター - 斎藤誠
オルガン - 朝本浩文
コーラス - MELODIE SEXTON
6. ジュ・テーム・モワ・ノン・プリュ  (JE T'AIME…MOI NON PLUS) (4:39)
ヴォーカル (フランス語) - BLANCA LI, MALCOM MCLAREN, CHRIS MATTHIAS
プロデュース - MALCOM MCLAREN, ANDY WHITMORE, CHRIS MATTHIAS
アレンジ - MALCOM MCLAREN
キーボード - ANDY WHITMORE, CHRIS MATTHIAS
ギター/フルート - JOHN THEMIS
7. 唇によだれ (L’EAU A LA BOUCHE) (2:33)
ヴォーカル (フランス語) - SUBLIME
プロデュース/アレンジ - 小林靖宏
ベース - BRANDY SCOTT
パーカッション - EDMUNDO CARNEIRO
8. 馬鹿者のためのレクイエム (REQUIEM POUR UN CON) (4:26)
ヴォーカル (日本語)/歌詞翻訳 - EPO
プロデュース/歌詞翻訳補佐 - あがた森魚
アレンジ - 秋元薫
9. ハーレイ・ダヴィッドソン (HARLEY DAVIDSON) (2:32)
ヴォーカル (日本語)/歌詞翻訳 - NAHO
プロデュース/アレンジ - ムッシュかまやつ
サウンド・プロデュース - OK PROJECT
10. ノワイエ (溺れるあなた)  (LA NOYÉE) (5:27)
ヴォーカル (日本語) - 石堂夏央
プロデュース/歌詞翻訳 - 永瀧達治
監修/プログラミング - 近藤貴郎
エンジニア - 薬満義裕/高橋正明
ピアノ/アレンジ - PATRICK NUGIER
アコーディオン - 桑山哲也
ベース - CHRIS SILVERSTEIN
ヴァイオリン - 太田恵資

## クレジット
- 総合企画 - 永瀧達治
- 制作 - 森川卓夫
- 録音期間 - 1994年12月 – 1995年2月
- デザイン - 豊川亨
- 編集 - 君野由紀
- マスタリング - 保坂弘幸